# Chirurgia prenatalna
Chirurgia prenatalna – wysokospecjalistyczne procedury chirurgiczne wykonywane u płodu.
Rozwój chirurgii prenatalnej jest ściśle związany z rozwojem diagnostyki prenatalnej. Jest metodą pionierską, obecnie brak jest ustalonych jednoznacznych wskazań do leczenia tym sposobem. Pierwsze zabiegi tą metodą były wykonane w następujących wskazaniach:
- wrodzona torbielowatość gruczolakowata płuc;
- przepuklina przeponowa;
- potworniaki okolicy krzyżowo-guzicznej;
- wady cewy nerwowej, zwłaszcza przepukliny oponowe.

Ryzyko powikłań chirurgii prenatalnej zależy od rodzaju wykonywanego zabiegu. Techniki polegające na wprowadzeniu do macicy cienkiej igły posiadają znacznie mniejsze ryzyko, niż techniki wymagające otwarcia macicy.
Zabiegi chirurgii prenatalnej mogą być także wykonywane po uprzedniej histerotomii.